# Acalypha vallartae
Acalypha vallartae är en törelväxtart som beskrevs av Mcvaugh. Acalypha vallartae ingår i släktet akalyfor, och familjen törelväxter. Inga underarter finns listade i Catalogue of Life.